# Thailand International 2023
Die Thailand International 2023 im Badminton fanden vom 7. bis 12. März 2023 in Nakhon Ratchasima statt. Das Turnier trug den kompletten Titel Toyota Gazoo Racing Thailand International Challenge 2023.

## Sieger und Platzierte
| Disziplin    | Gold                                               | Silber                            | Bronze                                               |
| ------------ | -------------------------------------------------- | --------------------------------- | ---------------------------------------------------- |
| Herreneinzel | Minoru Koga                                        | Chi Yu-jen                        | Riku Hatano                                          |
| Herreneinzel | Minoru Koga                                        | Chi Yu-jen                        | Takuma Obayashi                                      |
| Dameneinzel  | Asuka Takahashi                                    | Nguyễn Thùy Linh                  | Pornpicha Choeikeewong                               |
| Dameneinzel  | Asuka Takahashi                                    | Nguyễn Thùy Linh                  | Pitchamon Opatniputh                                 |
| Herrendoppel | Nanthakarn Yordphaisong Chaloempon Charoenkitamorn | Choong Hon Jian Goh Sze Fei       | Alfian Eko Prasetya Ade Yusuf                        |
| Herrendoppel | Nanthakarn Yordphaisong Chaloempon Charoenkitamorn | Choong Hon Jian Goh Sze Fei       | Sabar Karyaman Gutama Mohammed Reza Pahlevi Isfahani |
| Damendoppel  | Liu Chiao-yun Wang Yu-qiao                         | Lui Lok Lok Ng Wing Yung          | Lin Chih-chun Wu Meng-chen                           |
| Damendoppel  | Liu Chiao-yun Wang Yu-qiao                         | Lui Lok Lok Ng Wing Yung          | Jesita Putri Miantoro Febi Setianingrum              |
| Mixed        | Ruttanapak Oupthong Jhenicha Sudjaipraparat        | Adnan Maulana Nita Violina Marwah | Lee Chia-han Liu Zi-xi                               |
| Mixed        | Ruttanapak Oupthong Jhenicha Sudjaipraparat        | Adnan Maulana Nita Violina Marwah | Lu Ming-che Chung Kan-yu                             |